# Margrit Herbst
Margrit Herbst (Magdeburgo, República Democrática Alemana, 10 de febrero de 1947) fue una atleta alemana especializada en la prueba de heptalón, en la que consiguió ser medallista de bronce europea en 1971.

## Carrera deportiva
En el Campeonato Europeo de Atletismo de 1971 ganó la medalla de bronce en la competición de heptalón, con una puntuación de 4570 puntos, quedando en el podio tras las también alemanas Heide Rosendahl (oro con 4675 puntos) y Burglinde Pollak.